# Église du Carmel (Messine)
Pour les articles homonymes, voir Carmel.
Le sanctuaire de la Vierge du Carmel, plus connu sous le nom d’église du Carmel, est un édifice voué au culte situé à Messine. Il remplace l’église homonyme, située près du dôme et détruite par le Séisme de 1908 à Messine. Elle se trouve rue Antonio Martino, face au tribunal et rappelle le style du XVIIe siècle typique de Messine avant les destructions du tremblement de terre. L’église, réalisée par Lorenzo Interdonato  sur un projet de l’architecte Cesare Bazzani, fut consacrée le 15 juillet 1931 et c’est donc en 2011 qu’elle a fêté ses 80 ans.

## L’histoire des Grands Carmes à Messine

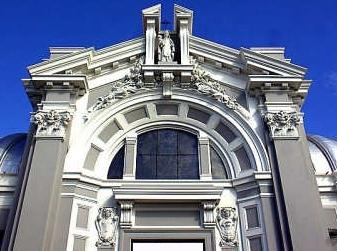
Église du Carmel

Les religieux de l’ordre du Carmel, parvenus à Messine au plus tard en 1238, fixèrent leur première demeure sur le torrent Saint-Michel, à deux kilomètres de la ville. Ils y construisirent leur premier couvent avec l’église annexe qu’ils appelèrent “Sainte-Marie du Carmel’’. Ce lieu propice à la vie d'ermite que vivaient les moines, fut dénommé par la suite “retrait” et toute la contrée prit ce nom. Les continues pressions des fidèles qui accouraient nombreux pour mendier, attirés par la vie exemplaire que menaient les moines. Les religieux poussèrent ceux-ci à changer de demeure et à se déplacer le long de l’embouchure du torrent Saint-Michel. Mais cette deuxième demeure était infectée par la malaria et exposée aux déprédations des pirates et des guerres qui sévissaient en Sicile; en 1292 les moines furent contraints à se déplacer rue Argentieri, proche à la rue Garibaldi e Corso Cavour.
Mais leur présence dura peu dans ce couvent parce qu’ils étaient trop près des chanoines de la cathédrale qui se sentaient menacés dans leur fonction. Les religieux “pro bono pacis” en avril 1304, décidèrent de transférer leur couvent pour la quatrième fois, avenue Pozzo Leone (dédiée au pape saint Léon II, sicilien et Messinais par tradition) où ils occupèrent l’église de Saint-Cataldo qui se trouvait dans l’aire du théâtre Vittorio Emanuele, situé sur le Corso Cavour. De nombreuses vicissitudes détruisirent ce nouveau siège : les guerres, les intempéries et de graves tremblements de terre, en particulier celui du 5 février 1783 quand l’église fut complètement rasée au sol, et avec elle, toutes les œuvres d’art et les tombeaux des hommes célèbres qu’elle abritait. Le sanctuaire votif dédié à la Vierge du Carmel eut son nouveau siège, appelé ‘‘Carmel majeur’’ dans les enceintes de l’ancienne avenue de l’Université, comprises entre l’actuelle rue Saint-Philippe-Bianchi et celle de la Zecca.

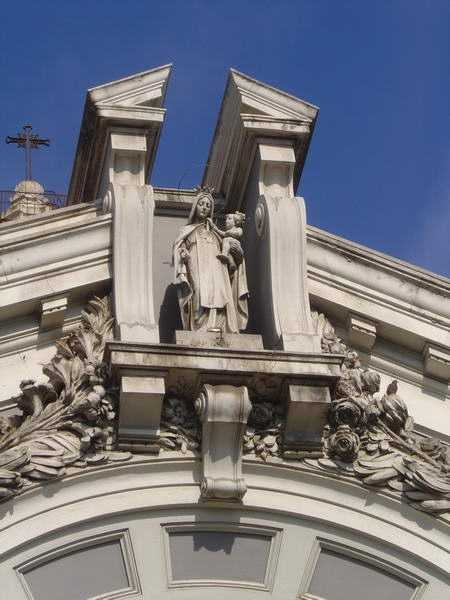
Le haut de l'église

L’église du Carmel, comme la précédente, avait une nef et était décorée selon le style baroque avec des fresques et des peintures à l’huile du peintre Giovanni Tuccari. Elle avait cinq autels : le principal était voué à Notre-Dame du Carmel, avec une peinture sur bois que l’on considère appartenant à Caravaggio, recouverte d’argent historié qui ne laissait entrevoir que le visage de la Sainte Vierge (exposée au musée régional actuellement) ; le premier autel sur la droite était dédié à la famille, le second était consacré au baptême de Jésus; le premier autel sur la gauche était dédié à saint Albert des Abbés et était orné de quatre reliefs “plaqués’’ argent représentant la vie du saint (déposés dans l’actuelle sacristie avant d’être volés en 1981) et enfin l’autel du Crucifix.
Les dernières années du XIXe siècle, la Maçonnerie causa beaucoup de peines aux religieux, à tout cela s’ajouta le dernier coup de grâce dû au tremblement de terre de 1908 qui les obligea à quitter les lieux qui répondaient à leur gout. Dans les trente secondes qui suivirent le tremblement de terre “la lionne de la Sicile, la ville fière et gentille, la Messine Blanche, la reine gracieuse du détroit homonyme” -ainsi la définit Pirandello- de centre d’agglomération de vie et de population joyeuse, devint une ville de morts que le vacarme et la poussière des décombres enveloppaient. Ceux qui échappèrent à la mort accomplirent des actes héroïques, en sauvant avec la seule force de leur bras, un grand nombre de victimes enfouies sous les décombres. Néanmoins, le ministre de la marine, le député Mirabello, anticlérical impitoyable, dans une interview début janvier 1909, avait accusé les membres du clergé d’absentéisme total et d’avoir fui les lieux sinistrés. Pour réparer une telle calomnie, le député Giuseppe Toscano écrivit dans le journal “Il Risveglio”: «Pour rétablir la vérité, je soussigné, Giuseppe Toscano, ancien conseiller municipal de la malheureuse ville de Messine, témoigne que, immédiatement après le séisme, je me heurtai à trois moines du couvent des Carmes car mon habitation était contigüe au couvent et fut détruite par le tremblement de terre: ils répondent aux noms de Père Anselmo, prieur du monastère, Père Agostino Tornatore et Père Egidio Lo Giudice, presque nus, ils s’étaient déjà mis au travail pour sauver les vivants et enterrer les morts alors qu’ils étaient à peine sortis des décombres, privés de tout moyen nécessaire pour secourir. Par la seule force de leur bras, ils ont fait ce qu’ils ont pu. Je leur ai procuré quelques vêtements que j’ai pu prendre dans une pièce qui n’a pas été détruite et je me suis mis au travail, moi aussi...».
Puisque la dévotion à la Bienheureuse Vierge Marie du Mont Carmel était  profondément enracinée dans la vie du peuple de Messine, l’archevêque D'Arrigo confia aux Carmes une des premières églises baraques qui avaient été construites après le désastre située dans l’actuelle rue Salandra. Mais les frères et la population nourrissaient  en eux le désir de voir les carmes s’implanter encore en terre de Messine. Dans cet endroit on pouvait remarquer la présence de l’église des saints Laurent et Anne, la plus ancienne paroisse de la ville, et dont le registre contenait  le nom du Chanoine Marie Hannibal De France, baptisé le 7 juillet 1851. Cependant, le curé de la paroisse, âgé et fatigué avait besoin d'aide. L'archevêque D’Arrigo demanda au Père  Alessi de se mettre à son service et au curé de donner son accord pour qu’à sa mort l’église soit gérée  par les carmes. Et cela advint en octobre 1918 lorsque  les pratiques nécessaires furent accélérées. Le Père Alessi s’engagea pour la construction de la Paroisse et l’annexion du couvent. Ainsi, avec l’aide de l’Archevêque Monseigneur Paino successeur de D’Arrigo on obtint le projet de la construction de la nouvelle église et du couvent grâce au célèbre architecte César Bazzani. Après la pose de la première pierre le 17 juillet de la même année, quatre  ans après, le nouveau couvent vit le jour et fut inauguré le 3 juin 1930. Une année après, la nouvelle église fut érigée. Le 15 juillet 1931 la statue de la Vierge Marie du Mont Carmel fit son entrée triomphale sous les acclamations du peuple de Messine. Il y a donc plus de soixante ans que ces événements se sont  passés, mais l’église du Carmel continue à être le point stratégique du patrimoine historico-artistique de la cité.

## L'église maintenant

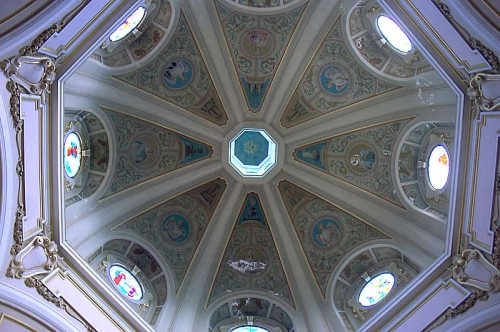
L'église maintenant

L'intérieur, en forme de croix grecque avec des chapelles latérales, décorées de marbres polychromes et de colonnes de marbre rose surmontées de chapiteaux sculptés. Le dôme de l'église, de forme octogonale, dispose d'une fenêtre circulaire de chaque côté et est surmontée d'une lanterne carrée. Le compartiment central est de forme octogonale et il est couvert d’une voute qui est en ligne  sur l’axe  des avenues Nicola Fabrizi et Corso Cavour, à partir desquelles tout l'édifice, vu de loin, donne l'impression d'un point terminal. L'église dispose de sept chapelles avec leurs autels, quatre ovales aux quatre coins de celle-ci, deux  dans le croisillon et une dans l'abside, qui contient l'autel.

## Les chapelles de l'Église

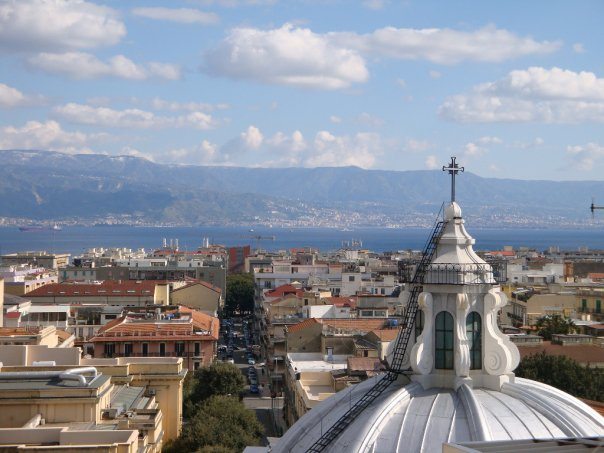

Sur l'autel principal se trouve une statue représentant la Vierge du Carmel du dix-huitième siècle avec l'Enfant Jésus dans ses bras, qui  donne le saint scapulaire à saint Simon Stock. La statue se trouvait dans l'église ancienne détruite par le tremblement de terre.

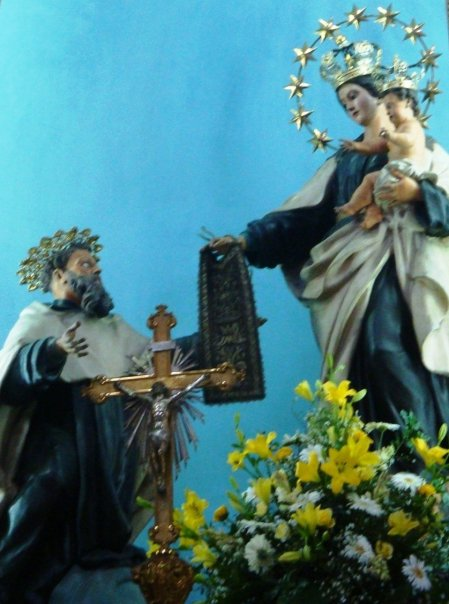
La statue de la madone de Carmel

- Chapelle du Sacré-Cœur: située dans le croisillon de l'église sur la   gauche de l'autel principal. La niche contient une statue du Sacré-Cœur.

- Chapelle  du Saint-Crucifix: représente le mont du Calvaire, la croix sur laquelle Jésus se tient sur un fond de nuages sombres qui laissent entrevoir des ténèbres qui ont surgi au moment de sa mort. Assise à ses pieds   l’on voit la Mère de Douleur  la poitrine transpercée par une épée.

- Chapelle de Notre-Dame de Lourdes: est sur la droite à côté de l'autel principal. Dans une grotte qui reproduit celle de Lourdes en France. Il y a la statue en bois de Notre-Dame de Lourdes à hauteur naturelle qui provient de l'ancienne église-baraque  (après le tremblement de terre elle s’érigeait rue La Farina). À ses pieds il y a la petite Bernadette.

- Chapelle de Sainte-Anne: la statue en bois de sainte Anne tient un livre ouvert avec le passage biblique suivant : "Rorate coeli  desuper et nubes pluvant iustum" (Ouvrez-vous cieux répandez la rosée, et nuages  laissez pleuvoir le Juste,). Jusqu’en 1988, sainte Anne était honorée dans cette église comme Patronne  à côté de saint Laurent avant de prendre définitivement le nom de Sainte Marie Du mont Carmel.

- Chapelle de Saint-Albert des Abbés: la statue en bois du saint, patron oublié de Messine à hauteur naturelle, tenant dans son bras droit le Divin Enfant  et le lys symbolique et un livre sur la gauche comme symbole de  pureté et de respect scrupuleux de la Règle . Elle repose sur un socle en bois, sur lequel il y a un ruban flottant à l'inscription "Civitas Messine Gaude», qui  invite le peuple de Messine à se réjouir pour avoir eu un si prodigieux protecteur. Derrière les  pieds du saint, vous pouvez voir la poupe et la proue de l'historique "Vascelluzzo", un navire qui commémore la libération de la ville de Messine  d’une grave famine, et qui est portée en procession chaque année le jour du Corpus Domini.

- Chapelle de Sainte-Lucie: celle-ci rappelle l'église "Sainte- Lucie all'Uccellatore "qui se trouvait près du sanctuaire actuel. La dévotion à son égard est très prononcée surtout le 13 décembre, le jour de sa  commémoration.

## L'orgue Tamburini
L’orgue de cette église mérite quelques remarques. Construit par la célèbre société Tamburini de Crema et testé le 30 janvier 1954, l'orgue est l’instrument le plus pratique et le plus perfectionné de l'art de ce temps. Il dispose de deux manuels de 61 touches, une console raffinée, et un pédalier radialement concave avec 32 pédales, ajustées pour tous les vingt registres, dont 17 mécaniquement réels. Formé d'un complexe de 1 400 tiges qui, placées des deux côtés de la tribune, forment un complexe artistique  riche de sons et qui montrent de grandes capacités expressives. Il est, certainement après celui de la cathédrale, l’orgue le plus complet et le plus beau de Messine. Il vient d'être l'objet d'une restauration nécessaire pour préserver le son et la structure.